# 斯里布里奇斯
斯里布里奇斯（英語：Three Bridges）是位於美國新澤西州亨特登縣的普查規定居民點。

## 人口
根據2020年美國人口普查的數據，斯里布里奇斯的面積為1.39平方千米，當中陸地面積為1.36平方千米，而水域面積為0.03平方千米。當地共有人口321人，而人口密度為每平方千米230.94人。